# موريس فيليفيتش
موريس فيليفيتش (بالفرنسية: Maurice Failevic)‏ (14 أغسطس 1933 - 27 ديسمبر 2016)، هو مخرج أفلام فرنسي. شيوعي، أخرج أكثر من 50 فيلما عن النضالات الطبقية، تصور حياة أعضاء الطبقة العاملة الفرنسية، من الفلاحين خلال الثورة الفرنسية إلى العاطلين عن العمل وعمال المصانع وسكان الضواحي في القرن العشرين. أخرج أفلامًا للسينما والتلفزيون بالإضافة إلى الأفلام الوثائقية.

## روابط خارجية
- موريس فيليفيتش في قاعدة بيانات الأفلام على الإنترنت